# Нормальні алгоритми
Нормальні алгоритми Маркова (нормальні алгорифми) — формалізація поняття алгоритму, що є системою послідовних застосувань підстановок до слів певного алфавіту, введена математиком А. А. Марковим у 1956 році. Доведено, що нормальні алгоритми повні за Тюрінгом, тобто можуть описувати всі алгоритми, що можуть виконуватись будь-яким комп'ютером.

## Визначення нормального алгоритму
Будь-який нормальний алгоритм визначається вказанням алфавіту, в якому він діє, та схеми нормального алгоритму. Алфавітом нормального алгоритму може бути довільний скінченний алфавіт A.
Схемою нормального алгоритму називають список формул підстановок цього алгоритму. Формулами підстановок в алфавіті A називаються вирази подібні p → q (проста підстановка) або p →• q (заключна підстановка), де p та q — деякі слова в алфавіті A, які називаються лівою та правою частинами формули відповідно (вважається, що алфавіт A не містить символів → та →•).

### Принцип дії
Застосування нормального алгоритму до слова s полягає в такому.
- У заданому списку формул підстановок знаходять першу формулу, ліва частина якої входить до слова s. Знаходять перше входження цієї частини в слові s і замість цього входження підставляють праву частину формули. Це дасть нове слово s1.
- З отриманим словом s1 повторюють попередній крок.

Цей процес може обірватись сам собою на деякому слові, в яке не входить ліва частина жодної з формул алгоритму. Крім того, постулюють, що описаний вище процес зупиняється, коли до чергового слова застосувати одну із заключних формул підстановки, тобто, формул виду p →• q. Якщо процес закінчується, то отримане останнє слово є результатом застосування алгоритму до слова s.

### Перший приклад роботи
Як приклад схеми нормального алгоритму можна навести наступну схему в алфавіті з п'яти літер |*abc, яка реалізовує унарне множення:
{\displaystyle \left\{{\begin{matrix}|b&\to &ba|\\ab&\to &ba\\b&\to &\\{*}|&\to &b*\\{*}&\to &c\\|c&\to &c\\ac&\to &c|\\c&\to \bullet &\end{matrix}}\right.}
При застосуванні алгоритму з наведеною вище схемою до слова {\displaystyle |*||} будуть отримуватись слова:
1. {\displaystyle |b*|},
2. {\displaystyle ba|*|},
3. {\displaystyle a|*|},
4. {\displaystyle a|b*},
5. {\displaystyle aba|*},
6. {\displaystyle baa|*},
7. {\displaystyle aa|*},
8. {\displaystyle aa|c},
9. {\displaystyle aac},
10. {\displaystyle ac|}
11. {\displaystyle c||},
12. {\displaystyle ||}.

Результатом застосування буде слово {\displaystyle ||}, що узгоджується з {\displaystyle |*||=||}.

### Другий приклад роботи
Даний алгоритм перетворює двійкові числа в «унарні» (в яких записом цілого невід'ємного числа N є рядок з N паличок). Наприклад, двійкове число 101 перетвориться в 5 паличок: |||||.

#### Алфавіт
{ 0, 1, | }.

#### Правила
1. 1 → 0|,
2. |0 → 0||,
3. 0 →  (порожній рядок).

#### Покрокове виконання алгоритму
При застосуванні алгоритму з наведеною вище схемою до слова 101 будуть отримуватись слова:
1. 0|01,
2. 0|00|,
3. 00||0|,
4. 00|0|||,
5. 000|||||,
6. 00|||||,
7. 0|||||,

## Можливості нормальних алгоритмів
Доведено, що відносно виконуваних перетворень, нормальні алгоритми збігаються з іншими класами алгоритмів, введених для уточнення інтуїтивного поняття алгоритму, наприклад, з машинами Тюринга.
Аналог тези Чорча для нормальних алгорифмів є такий принцип нормалізації А. А. Маркова: будь-який алгорифм в алфавіті A достатньо еквівалентний відносно A деякому нормальному алгорифма над A.
Визначення алгоритмів у нормальному вигляді дуже схоже на числення, і це є дуже корисним у випадках, коли поняття числення в досліджуваному розділі математики або кібернетики широко застосовують, як, приміром, в математичній логіці або в математичній лінгвістиці.
Використовуючи поняття нормального алгоритму, Марков та інші дослідники довели нерозв'язність цілого набору алгоритмічних проблем.